# جاستن إيفز
جاستن إيفز (بالإنجليزية: Justin Ives)‏ هو لاعب اتحاد الرغبي نيوزيلندي، ولد في 24 مايو 1984 في موسجيل ‏ في نيوزيلندا.